# Ocnogyna lianea
Ocnogyna lianea là một loài bướm đêm thuộc phân họ Arctiinae, họ Erebidae.